# Royal Aircraft Factory R.E.5
El Royal Aircraft Factory R.E.5 fue un biplano de reconocimiento y observación artillera diseñado y construido por la Royal Aircraft Factory para el Real Cuerpo Aéreo.

## Diseño y desarrollo
El R.E.5 fue diseñado como biplano de reconocimiento, usando la experiencia de los anteriores aviones de la serie R.E. Era un biplano de dos vanos e iguales envergaduras con un tren de aterrizaje fijo de patín de cola, con las ruedas soportadas en patines, y estaba propulsado por un motor de morro Austro-Daimler de 89 kW (120 hp) que movía una hélice de cuatro palas. El avión disponía de dos cabinas abiertas, con el observador/artillero en la delantera, bajo el ala superior, y el piloto detrás. El mayor y más capaz R.E.7 fue un desarrollo del diseño. Algunos aviones monoplaza de gran altitud fueron construidos con alas superiores de envergadura aumentada (17,43 m) arriostradas mediante un par de soportes inclinados hacia fuera. Se usaron otros R.E.5 en experimentación con frenos aéreos y vuelos de pruebas con el motor RAF 4.
Se construyeron 24 R.E.5 en la Royal Aircraft Factory para el RFC, pagados con dinero procedente del Ejército británico para compensar la transferencia de los dirigibles del mismo a la Marina Real.

## Historia operacional

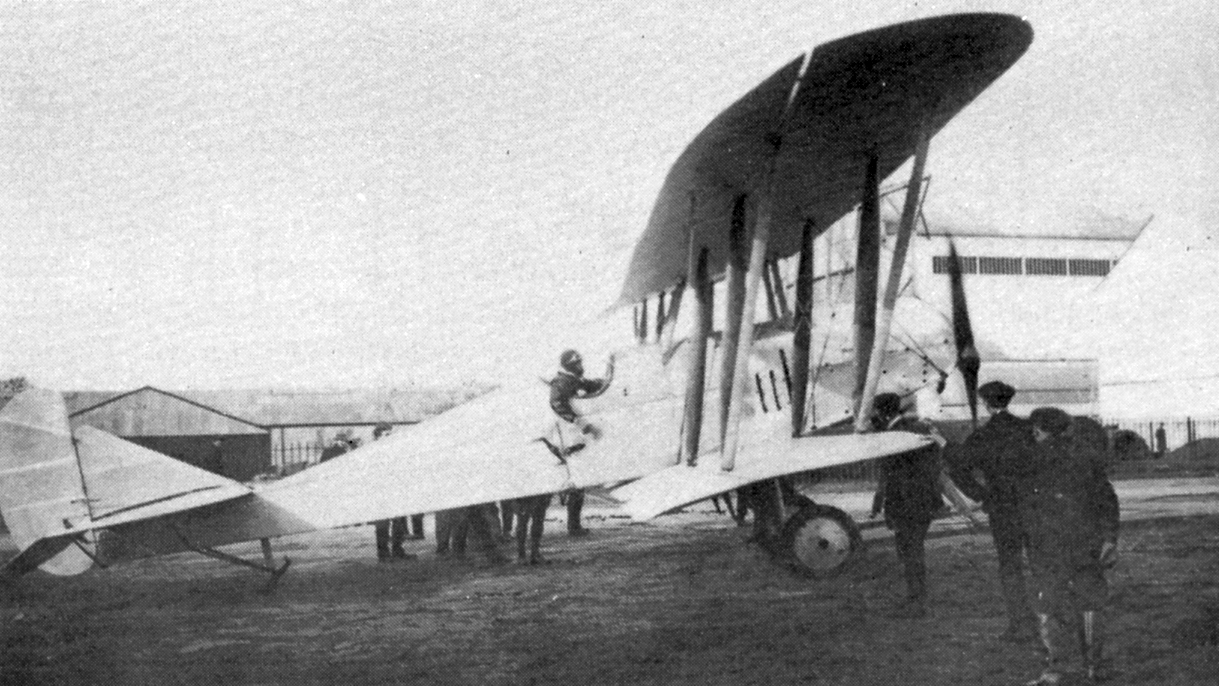
Realizando preparativos para el vuelo récord de altitud del 14 de mayo de 1914.

Se desplegaron seis R.E.5 a Francia en septiembre de 1914, equipando parcialmente al No. 2 Squadron del RFC, con más ejemplares en otros escuadrones, sin ninguna unidad equipada completamente con el modelo. En total, once R.E.5 fueron enviados a Francia, siendo usados nueve más en unidades de entrenamiento.
Los R.E.5 fueron usados en misiones de reconocimiento y bombardeo sobre Francia, aunque al principio no fueron equipados con miras de bombardeo ni soportes para bombas, llevándose las mismas en la cabina del observador, y siendo lanzadas a mano cuando el avión estaba sobre el objetivo.
El capitán John Aidan Liddell se hizo merecedor de la Cruz Victoria por una acción el 31 de julio de 1915 cuando, siendo herido de gravedad mientras volaba un R.E.5, consiguió salvar el avión y a su observador. El R.E.5 fue gradualmente retirado del servicio de primera línea durante aquel año, quedando solamente dos aparatos en el frente el 25 de septiembre de 1915.
Uno de los aviones con alas superiores extendidas estableció un nuevo récord mundial de altitud de 5760 m (18 900 pies) el 14 de mayo de 1914, pilotado por Norman Spratt.

## Operadores
Reino Unido
- Real Cuerpo Aéreo
- Real Servicio Aéreo Naval

## Especificaciones

### Características generales
- Tripulación: Dos (piloto y observador/artillero)
- Longitud: 8 m (26,2 ft) [4]
- Envergadura: 13,6 m (44,5 ft) [4]
- Altura: 3 m (9,7 ft)
- Superficie alar: 46,3 m² (498,4 ft²)
- Planta motriz: 1× motor lineal de seis cilindros refrigerado por agua Austro-Daimler 6.
  - Potencia: 89 kW (123 HP; 121 CV) [4]
- Hélices: De cuatro palas de madera de paso fijo

### Rendimiento
- Velocidad máxima operativa (Vno): 126 km/h (78 MPH; 68 kt) [4]

### Armamento
- Bombas: 

  - 3 de 9 kg

## Aeronaves relacionadas

### Secuencias de designación
- Secuencia R.E._ (interna de Royal Aircraft Factory (Reconnaissance Experimental)): ← R.E.2 - H.R.E.2 - H.R.E.3 - R.E.5 - R.E.7 - R.E.8 - R.E.9